# Playas (Stati Uniti d'America)
Playas è un census-designated place (CDP) degli Stati Uniti d'America, situato nello stato del Nuovo Messico, nella contea di Hidalgo.